# K League 1 de 2022
A K League 1 de 2022, também nomeada como Hana 1Q K League 1, por motivos de patrocínio, foi a 40° temporada da principal divisão de futebol na Coreia do Sul desde o seu estabelecimento em 1983, com o nome de K League, e a terceira temporada com o atual nome, K League 1. O Jeonbuk Hyundai Motors é o atual campeão e irá defender o título nesse ano. A equipe é a maior vencedora do torneio com 9 títulos.
A temporada se iniciou no de 19 de fevereiro de 2022 e encerrada em 23 de outubro de 2022. A temporada foi dividida em três partes: na primeira, todas as equipes se enfrentaram duas vezes, na segunda, todas as equipes se enfrentam apenas uma vez, e na terceira, são formados dois grupos, um com os seis primeiros colocados e outro com os seis últimos, e as equipes de cada grupo se enfrentarão uma vez.

## Promoção e rebaixamento
| Pos. | Rebaixado da K League 1 | Despromoção        |
| ---- | ----------------------- | ------------------ |
| 12.º | Gwangju FC              | Despromoção Direta |

| Pos. | Promovidos da K League 2 | Promoção        |
| ---- | ------------------------ | --------------- |
| 1.º  | Gimcheon Sangmu FC       | Promoção Direta |

## Equipes participantes por região
As seguintes 12 equipes irão disputar a K League 1 de 2022:
| Equipe                    | Cidade / Área     | Treinador                | Proprietário(s)                                                                | Patrocinador(es)                                 |
| ------------------------- | ----------------- | ------------------------ | ------------------------------------------------------------------------------ | ------------------------------------------------ |
| 0 Daegu FC                | 0 Daegu           | Choi Won-kwon (interim)  | Governo de Daegu, acionistas locais                                            | DGB Daegu Bank, AJIN Industrial Co., Ltd.        |
| 0 Gangwon FC              | 0 Gangwon         | Choi Yong-soo            | Governo de Gangwon, acionistas locais                                          | Gangwon Land                                     |
| 0 Gimcheon Sangmu FC      | 0 Gimcheon Sangmu | Kim Tae-wan              | Dep. do Defença da República de Coreia, Governo de Gimcheon, acionistas locais | Governo de Gimcheon                              |
| 0 Incheon United          | 0 Incheon         | Jo Sung-hwan             | Governo de Incheon, acionistas locais                                          | Shinhan Bank, Aeroporto Internacional de Incheon |
| 0 Jeju United             | 0 Jeju            | Nam Ki-il                | SK Energy                                                                      | SK Energy                                        |
| 0 Jeonbuk Hyundai Motors  | 0 Jeonbuk         | Kim Sang-sik             | Hyundai Motor Company                                                          | Hyundai Motor Company                            |
| 0 Pohang Steelers         | 0 Pohang          | Kim Gi-dong              | POSCO                                                                          | POSCO, Pohang City Hall                          |
| 0 Seongnam FC             | 0 Seongnam        | Chung Kyung-ho (interim) | Governo de Seongnam, acionistas locais                                         | Governo de Seongnam                              |
| 0 FC Seoul                | 0 Seoul           | Ahn Ik-soo               | GS Group                                                                       | GS Shop, GS Caltex                               |
| 0 Suwon Samsung Bluewings | 0 Suwon           | Lee Byung-keun           | Cheil Worldwide na Samsung                                                     | Samsung Electronics                              |
| 0 Suwon FC                | 0 Suwon           | Kim Do-kyun              | Governo de Suwon, acionistas locais                                            | Governo de Suwon                                 |
| 0 Ulsan Hyundai           | 0 Ulsan           | Hong Myung-bo            | Hyundai Heavy Industries                                                       | Hyundai Oil Bank, Hyundai Heavy Industries       |

### Estádios
| Daegu FC            | Gangwon FC                                      | Gimcheon Sangmu FC      | Incheon United           | Jeju United            | Jeonbuk Hyundai Motors       |
| ------------------- | ----------------------------------------------- | ----------------------- | ------------------------ | ---------------------- | ---------------------------- |
| DGB Daegu Bank Park | Chuncheon Songam Leports Town Gangneung Stadium | Gimcheon Stadium        | Incheon Football Stadium | Jeju World Cup Stadium | Jeonju World Cup Stadium     |
| Capacidade: 12.415  | Capacidade: 20.000 22.333                       | Capacidade: 25.000      | Capacidade: 20.891       | Capacidade: 29.791     | Capacidade: 42.477           |
|                     |                                                 |                         |                          |                        |                              |
| Pohang Steelers     | Seongnam FC                                     | FC Seoul                | Suwon Samsung Bluewings  | Suwon FC               | Ulsan Hyundai                |
| Pohang Steel Yard   | Tancheon Stadium                                | Seoul World Cup Stadium | Suwon World Cup Stadium  | Suwon Stadium          | Ulsan Munsu Football Stadium |
| Capacidade: 17.443  | Capacidade: 16.146                              | Capacidade: 66.704      | Capacidade: 44.031       | Capacidade: 11.808     | Capacidade: 44.102           |
|                     |                                                 |                         |                          |                        |                              |

### Jogadores estrangeiros
Há uma rigorosa restrição no número de jogadores estrangeiros de no máximo 5 jogadores por equipe, incluindo uma vaga destinada para um jogador de um país da AFC e outra para um jogador de um país da ASEAN. Uma equipe pode usar 5 jogadores estrangeiros em campo, sendo pelo menos um deles um jogador de um país da AFC.
| Equipe                  | Jogador 1          | Jogador 2            | Jogador 3            | Jogador da AFC     | Jogador da ASEAN | Saída no meio da temporada                      |
| ----------------------- | ------------------ | -------------------- | -------------------- | ------------------ | ---------------- | ----------------------------------------------- |
| Daegu FC                | Césinha            | Zeca                 | Daniel Penha         | Keita Suzuki       |                  | Edgar Lamas                                     |
| Gangwon FC              | Kevin Höög Jansson | Balša Sekulić        | Galego               |                    |                  | Dino Islamović Momchil Tsvetanov Yuki Kobayashi |
| Incheon United          | Elías Aguilar      | Hernandes            |                      | Harrison Delbridge |                  | Stefan Mugoša                                   |
| Jeju United             | Gerso Fernandes    | Jonathan Ring        |                      |                    |                  | Oskar Zawada                                    |
| Jeonbuk Hyundai Motors  | Modou Barrow       | Gustavo              |                      |                    |                  | Stanislav Iljutcenko Takahiro Kunimoto          |
| Pohang Steelers         | Wanderson          |                      |                      | Alex Grant         |                  | Manuel Palacios Moses Ogbu                      |
| Seongnam FC             | Fejsal Mulić       | Manuel Palacios      | Miloš Raičković      |                    |                  |                                                 |
| FC Seoul                | Osmar              | Aleksandar Paločević | Stanislav Iljutcenko | Keijiro Ogawa      |                  | Ricardo Silva Ben Halloran                      |
| Suwon Samsung Bluewings | Dave Bulthuis      | Elvis Sarić          |                      | Manabu Saitō       |                  | Sebastian Grønning                              |
| Suwon FC                | Lars Veldwijk      | Murilo               | Urho Nissilä         | Lachlan Jackson    |                  |                                                 |
| Ulsan Hyundai           | Valeri Qazaishvili | Leonardo             | Martin Ádám          | Jun Amano          |                  | Márk Koszta                                     |

## Tabela Classificativa
compledo

## Líderes por jornada/ Tabela de jogos
| Jornadas | Jornadas | Jornadas | Jornadas | Jornadas | Jornadas | Jornadas | Jornadas | Jornadas | Jornadas | Jornadas | Jornadas | Jornadas | Jornadas | Jornadas | Jornadas | Jornadas | Jornadas | Jornadas | Jornadas | Jornadas | Jornadas | Jornadas | Jornadas | Jornadas | Jornadas | Jornadas | Jornadas | Jornadas | Jornadas | Jornadas | Jornadas | Jornadas | Jornadas | Jornadas | Jornadas | Jornadas | Jornadas |
| -------- | -------- | -------- | -------- | -------- | -------- | -------- | -------- | -------- | -------- | -------- | -------- | -------- | -------- | -------- | -------- | -------- | -------- | -------- | -------- | -------- | -------- | -------- | -------- | -------- | -------- | -------- | -------- | -------- | -------- | -------- | -------- | -------- | -------- | -------- | -------- | -------- | -------- |
| 01       | 02       | 03       | 04       | 05       | 06       | 07       | 08       | 09       | 10       | 11       | 12       | 13       | 14       | 15       | 16       | 17       | 18       | 19       | 20       | 21       | 22       | 23       | 24       | 25       | 26       | 27       | 28       | 29       | 30       | 31       | 32       | 33       | 34       | 35       | 36       | 37       | 38       |
| PHS      | JHM      | USH      | USH      | USH      | USH      | USH      | USH      | USH      | USH      | USH      | USH      | USH      | USH      | USH      | USH      | USH      | USH      | USH      | USH      | USH      | USH      | USH      | USH      | USH      | USH      | USH      | USH      | USH      | USH      | USH      | USH      | USH      | USH      | USH      | USH      | USH      | USH      |

## Desempenho por rodada
Qualificado para a fase de grupos da Liga dos Campeões da AFC
      Qualificado para o play-off da Liga dos Campeões da AFC
      Qualificado para o play-off de rebaixamento
      Rebaixado para a K League 2
|                         | 1  | 2  | 3  | 4  | 5  | 6  | 7  | 8  | 9  | 10 | 11 | 12 | 13 | 14 | 15 | 16 | 17 | 18 | 19 | 20 | 21 | 22 | 23 | 24 | 25 | 26 | 27 | 28 | 29 | 30 | 31 | 32 | 33 | 34 | 35 | 36 | 37 | 38 |
| ----------------------- | -- | -- | -- | -- | -- | -- | -- | -- | -- | -- | -- | -- | -- | -- | -- | -- | -- | -- | -- | -- | -- | -- | -- | -- | -- | -- | -- | -- | -- | -- | -- | -- | -- | -- | -- | -- | -- | -- |
| Ulsan Hyundai           | 6  | 2  | 1  | 1  | 1  | 1  | 1  | 1  | 1  | 1  | 1  | 1  | 1  | 1  | 1  | 1  | 1  | 1  | 1  | 1  | 1  | 1  | 1  | 1  | 1  | 1  | 1  | 1  | 1  | 1  | 1  | 1  | 1  | 1  | 1  | 1  | 1  | 1  |
| Jeonbuk Hyundai Motors  | 4  | 5  | 7  | 9  | 11 | 11 | 9  | 6  | 4  | 6  | 5  | 5  | 2  | 2  | 3  | 3  | 2  | 2  | 2  | 2  | 2  | 2  | 2  | 2  | 2  | 2  | 2  | 2  | 2  | 2  | 2  | 2  | 2  | 2  | 2  | 2  | 2  | 2  |
| Pohang Steelers         | 1  | 7  | 3  | 2  | 2  | 4  | 4  | 3  | 3  | 3  | 2  | 4  | 5  | 3  | 4  | 4  | 5  | 5  | 3  | 3  | 3  | 3  | 3  | 3  | 3  | 3  | 3  | 3  | 3  | 3  | 3  | 3  | 3  | 3  | 3  | 3  | 3  | 3  |
| Incheon United          | 4  | 5  | 2  | 5  | 3  | 2  | 2  | 2  | 2  | 2  | 4  | 3  | 4  | 5  | 4  | 5  | 4  | 4  | 5  | 5  | 5  | 5  | 5  | 5  | 4  | 5  | 4  | 4  | 4  | 4  | 4  | 4  | 4  | 4  | 4  | 4  | 4  | 4  |
| Jeju United             | 12 | 10 | 9  | 7  | 4  | 3  | 3  | 5  | 5  | 4  | 3  | 2  | 3  | 4  | 2  | 2  | 3  | 3  | 4  | 4  | 4  | 4  | 4  | 4  | 5  | 4  | 5  | 5  | 5  | 5  | 5  | 5  | 5  | 6  | 6  | 5  | 5  | 5  |
| Gangwon FC              | 2  | 2  | 5  | 3  | 6  | 5  | 6  | 7  | 7  | 9  | 10 | 10 | 10 | 10 | 10 | 11 | 11 | 10 | 9  | 10 | 8  | 7  | 9  | 7  | 7  | 7  | 8  | 7  | 6  | 7  | 6  | 7  | 6  | 5  | 5  | 6  | 6  | 6  |
| Suwon FC                | 8  | 11 | 12 | 12 | 10 | 7  | 9  | 11 | 9  | 8  | 9  | 11 | 11 | 11 | 11 | 10 | 9  | 8  | 8  | 6  | 6  | 6  | 6  | 6  | 6  | 6  | 6  | 6  | 7  | 6  | 7  | 6  | 7  | 7  | 7  | 7  | 7  | 7  |
| Daegu FC                | 10 | 9  | 8  | 10 | 7  | 8  | 7  | 8  | 10 | 11 | 8  | 8  | 9  | 6  | 6  | 7  | 6  | 6  | 6  | 7  | 7  | 8  | 8  | 9  | 9  | 9  | 10 | 10 | 10 | 11 | 11 | 10 | 9  | 9  | 9  | 8  | 8  | 8  |
| FC Seoul                | 2  | 1  | 4  | 6  | 8  | 10 | 11 | 9  | 7  | 7  | 7  | 6  | 6  | 7  | 7  | 6  | 7  | 7  | 7  | 8  | 9  | 9  | 7  | 8  | 8  | 8  | 7  | 8  | 8  | 8  | 8  | 8  | 8  | 8  | 8  | 9  | 9  | 9  |
| Suwon Samsung Bluewings | 8  | 8  | 10 | 8  | 8  | 9  | 10 | 10 | 11 | 10 | 11 | 9  | 8  | 8  | 8  | 8  | 10 | 11 | 11 | 11 | 11 | 11 | 11 | 10 | 11 | 10 | 9  | 9  | 9  | 9  | 9  | 9  | 11 | 10 | 10 | 10 | 10 | 10 |
| Gimcheon Sangmu FC      | 6  | 4  | 6  | 4  | 5  | 5  | 5  | 4  | 6  | 5  | 6  | 7  | 7  | 9  | 9  | 9  | 8  | 9  | 10 | 9  | 10 | 10 | 10 | 11 | 10 | 11 | 11 | 11 | 11 | 10 | 10 | 11 | 10 | 11 | 11 | 11 | 11 | 11 |
| Seongnam FC             | 10 | 12 | 11 | 11 | 12 | 12 | 12 | 12 | 12 | 12 | 12 | 12 | 12 | 12 | 12 | 12 | 12 | 12 | 12 | 12 | 12 | 12 | 12 | 12 | 12 | 12 | 12 | 12 | 12 | 12 | 12 | 12 | 12 | 12 | 12 | 12 | 12 | 12 |

## Resultados

### Rodadas 1-22
| Mandante \ Visitante    | DGU | GWN | GCS | ICU | JJU | JHM | PHS | SNM | SEL | SSB | SWN | USH |
| ----------------------- | --- | --- | --- | --- | --- | --- | --- | --- | --- | --- | --- | --- |
| Daegu FC                | —   | 3–0 | 1–0 | 1–2 | 1–0 | 1–1 | 2–2 | 3–1 | 0–2 | 3–0 | 0–0 | 1–1 |
| Gangwon FC              | 2–0 | —   | 3–2 | 0–1 | 4–2 | 1–2 | 1–1 | 2–0 | 1–0 | 1–1 | 0–2 | 1–3 |
| Gimcheon Sangmu         | 1–1 | 1–0 | —   | 0–1 | 4–0 | 1–2 | 3–2 | 1–1 | 2–0 | 1–1 | 0–1 | 0–2 |
| Incheon United          | 2–2 | 4–1 | 1–0 | —   | 2–2 | 0–1 | 0–1 | 1–0 | 1–1 | 1–0 | 0–1 | 1–1 |
| Jeju United             | 0–0 | 0–0 | 3–1 | 2–1 | —   | 2–0 | 0–3 | 3–2 | 2–2 | 0–0 | 0–0 | 1–2 |
| Jeonbuk Hyundai Motors  | 1–1 | 1–1 | 1–1 | 2–2 | 0–2 | —   | 0–1 | 3–2 | 1–1 | 2–1 | 1–0 | 0–1 |
| Pohang Steelers         | 1–1 | 3–1 | 1–1 | 2–0 | 1–1 | 0–1 | —   | 1–0 | 1–1 | 1–0 | 2–0 | 2–0 |
| Seongnam FC             | 1–1 | 0–2 | 0–3 | 0–1 | 1–2 | 0–4 | 1–4 | —   | 0–0 | 2–2 | 2–2 | 0–2 |
| FC Seoul                | 2–1 | 2–2 | 2–2 | 1–1 | 1–2 | 0–1 | 1–0 | 0–1 | —   | 2–0 | 3–1 | 1–2 |
| Suwon Samsung Bluewings | 1–1 | 2–2 | 2–1 | 0–0 | 0–1 | 0–1 | 1–1 | 1–0 | 0–1 | —   | 1–0 | 1–0 |
| Suwon FC                | 4–3 | 2–4 | 3–2 | 2–2 | 1–3 | 0–1 | 1–0 | 3–4 | 4–3 | 3–0 | —   | 1–2 |
| Ulsan Hyundai           | 3–1 | 2–1 | 0–0 | 2–2 | 1–0 | 1–3 | 2–0 | 0–0 | 2–1 | 2–1 | 2–1 | —   |

### Rodadas 23-33
| Mandante \ Visitante    | DGU  | GWN  | GCS  | ICU  | JJU  | JHM  | PHS  | SNM  | SEL  | SSB  | SWN  | USH  |
| ----------------------- | ---- | ---- | ---- | ---- | ---- | ---- | ---- | ---- | ---- | ---- | ---- | ---- |
| Daegu FC                | —    | null | 0–0  | 2–3  | null | 0–5  | null | 1–0  | 3–0  | 1–2  | null | null |
| Gangwon FC              | 1–0  | —    | 0–1  | null | 2–1  | 2–1  | null | null | null | null | 2–3  | null |
| Gimcheon Sangmu         | null | null | —    | 1–0  | 1–2  | 2–2  | 0–1  | null | 1–2  | null | null | 1–2  |
| Incheon United          | null | 0–1  | null | —    | null | 3–1  | null | null | 2–0  | null | 1–1  | 0–0  |
| Jeju United             | 2–2  | null | null | 0–1  | —    | null | 5–0  | 1–2  | null | 1–2  | null | 1–1  |
| Jeonbuk Hyundai Motors  | null | null | null | null | 1–0  | —    | 2–2  | 1–0  | 0–0  | null | null | 1–1  |
| Pohang Steelers         | 4–1  | 2–1  | null | 1–1  | null | null | —    | null | 1–2  | null | null | null |
| Seongnam FC             | null | 0–4  | 1–4  | 3–1  | null | null | 1–1  | —    | null | null | 2–1  | 2–0  |
| FC Seoul                | null | 1–0  | null | null | 0–2  | null | null | 2–0  | —    | 1–3  | 2–2  | null |
| Suwon Samsung Bluewings | null | 2–3  | 0–0  | 3–3  | null | 2–3  | 0–2  | 4–1  | null | —    | null | null |
| Suwon FC                | 2–2  | null | 2–1  | null | 2–2  | 0–1  | 1–0  | null | null | 4–2  | —    | null |
| Ulsan Hyundai           | 4–0  | 2–1  | null | null | null | null | 1–2  | null | 1–1  | 1–0  | 2–0  | —    |

### Rodadas 34-38
| Mandante \ Visitante   | GWN  | ICU  | JJU  | JHM  | PHS  | USH  |
| ---------------------- | ---- | ---- | ---- | ---- | ---- | ---- |
| Gangwon FC             | —    | 0–0  | null | null | null | 1–2  |
| Incheon United         | null | —    | 3–1  | null | 1–1  | 0–3  |
| Jeju United            | 1–2  | null | —    | 1–2  | null | null |
| Jeonbuk Hyundai Motors | 1–0  | 2–1  | null | —    | 3–1  | null |
| Pohang Steelers        | 1–0  | null | 1–2  | null | —    | 1–1  |
| Ulsan Hyundai          | null | null | 1–2  | 2–1  | null | —    |

| Mandante \ Visitante    | DGU  | GCS  | SNM  | SEL  | SSB  | SWN  |
| ----------------------- | ---- | ---- | ---- | ---- | ---- | ---- |
| Daegu FC                | —    | 1–1  | null | null | null | 2–1  |
| Gimcheon Sangmu         | null | —    | 1–1  | null | 1–3  | null |
| Seongnam FC             | 4–4  | null | —    | null | 0–2  | null |
| FC Seoul                | 2–3  | 1–1  | 0–1  | —    | null | null |
| Suwon Samsung Bluewings | 1–2  | null | null | 0–0  | —    | 3–0  |
| Suwon FC                | null | 2–2  | 2–1  | 0–2  | null | —    |

## Play-off rebaixamento/promoção
O Gimcheon Sangmu, 11º classificado, disputou o play-off contra o Daejeon Hana Citizen, o 2º classificado da K League 2 de 2022, para decidir a equipe a participar na K League 1 de 2023. Enquanto o Suwon Samsung Bluewings, 10º classificado, disputou o play-off contra o FC Anyang.

### Primeira rodada
| 26 de outubro 2022 (Quarta feira) | Daejeon Hana Citizen            | 2 - 1 | Gimcheon Sangmu | Estádio da Copa do Mundo de Daejeon, Daejeon |
| 19:30 UTC+9                       | Cho Yu-min 35' · Ju Se-jong 74' |       | 22' Mun Ji-hwan | Público: 8,545                               |

| 26 de outubro 2022 (Quarta feira) | FC Anyang | 0 - 0 | Suwon Samsung Bluewings | Estádio de Anyang, Anyang |
| 19:30 UTC+9                       |           |       |                         | Público: 4,863            |

### Segunda rodada
| 29 de outubro 2022 (Sábado) | Suwon Samsung Bluewings              | 2 - 1 | FC Anyang  | Estádio da Copa do Mundo de Suwon, Suwon |
| 14:00 UTC+9                 | An Byong-jun 17' · Oh Hyeon-gyu 120' |       | Acosty 55' | Público: 12,842                          |

Suwon Samsung Bluewings venceu por 2 a 1 no agregado e manteve sua vaga na K League 1. Anyang permaneceu na K League 2.
| 29 de outubro 2022 (Sábado) | Gimcheon Sangmu | 0 - 4 | Daejeon Hana Citizen                                        | Estádio de Gimcheon, Gimcheon |
| 16:00 UTC+9                 |                 |       | Lee Jin-hyun 31', 53' · Kim In-gyun 74' · Kim Seung-sub 84' | Público: 2,918                |

Daejeon Hana Citizen venceu por 6-1 no agregado e foi promovido para a K League 1. Gimcheon Sangmu foi rebaixado para a K League 2.

## Campeão
| Campeonato de Coreia do Sul de Primeira Divisão 2022 |
| ---------------------------------------------------- |
| Ulsan Hyundai FC 3.º Título                          |

## Estatísticas da temporada

### Artilheiros
| Pos. | Jogador       | Clube                                    | Gols |
| ---- | ------------- | ---------------------------------------- | ---- |
| 1    | Cho Gue-sung  | Gimcheon Sangmu / Jeonbuk Hyundai Motors | 17   |
| 1    | Joo Min-kyu   | Jeju United                              | 17   |
| 3    | Stefan Mugoša | Incheon United                           | 14   |
| 3    | Lee Seung-woo | Suwon FC                                 | 14   |
| 5    | Modou Barrow  | Jeonbuk Hyundai Motors                   | 13   |
| 5    | Go Jae-hyeon  | Daegu FC                                 | 13   |
| 5    | Oh Hyeon-gyu  | Suwon Samsung Bluewings                  | 13   |
| 9    | Césinha       | Daegu FC                                 | 12   |
| 9    | Um Won-sang   | Ulsan Hyundai                            | 12   |
| 9    | Kim Dae-won   | Gangwon FC                               | 12   |

### Assistências
| Pos. | Jogador         | Clube                   | Asistências |
| ---- | --------------- | ----------------------- | ----------- |
| 1    | Lee Ki-je       | Suwon Samsung Bluewings | 14          |
| 2    | Kim Dae-won     | Gangwon FC              | 13          |
| 3    | Sin Jin-ho      | Pohang Steelers         | 10          |
| 4    | Zeca            | Daegu FC                | 7           |
| 4    | Lars Veldwijk   | Suwon FC                | 7           |
| 4    | Joo Min-kyu     | Jeju United             | 7           |
| 4    | Gerso Fernandes | Jeju United             | 7           |
| 4    | Lee Yeon-jae    | Gimcheon Sangmu         | 7           |
| 4    | Cho Young-wook  | FC Seoul                | 7           |
| 10   | Modou Barrow    | Jeonbuk Hyundai Motors  | 6           |
| 10   | Césinha         | Daegu FC                | 6           |
| 10   | Um Won-sang     | Ulsan Hyundai           | 6           |

### Hat-tricks
| Jogador       | Clube          | Adversário      | Placar | Data                |
| ------------- | -------------- | --------------- | ------ | ------------------- |
| Joo Min-kyu   | Jeju United    | Gimcheon Sangmu | 3-1    | 8 de maio de 2022   |
| Stefan Mugoša | Incheon United | Gangwon FC      | 4-1    | 22 de junho de 2022 |